# Phthiracarus wallworki
Phthiracarus wallworki är en kvalsterart som först beskrevs av J. och P. Balogh 1983.  Phthiracarus wallworki ingår i släktet Phthiracarus och familjen Phthiracaridae. Inga underarter finns listade i Catalogue of Life.